# Dvärggelélav
Dvärggelélav (Collema parvum) är en lavart som beskrevs av Degel. Dvärggelélav ingår i släktet Collema och familjen Collemataceae.  Arten är reproducerande i Sverige. Inga underarter finns listade i Catalogue of Life.